# Kwiatków (powiat turecki)
Kwiatków – wieś w Polsce położona w województwie wielkopolskim, w powiecie tureckim, w gminie Brudzew.
Kwiatków położony jest w odległości około 5 km na wschód od Brudzewa.

## Historia
W dokumentach źródłowych Kwiatków wymieniany był już w 1324 roku. W połowie XV wieku osada była zaliczana do małych miasteczek. Około roku 1580 stanowiła własność szlachecką braci Kwiatkowskich, jednak nie wykazywała większego rozwoju gospodarczego. W XVI i XVII wieku było tu zaledwie kilku rzemieślników. W drugiej połowie XVII wieku, po wojnach szwedzkich Kwiatków został silnie zniszczony i podupadł, przechodząc do rzędu osad wiejskich, bowiem w późniejszych wiekach wymieniany był jako wieś.
W latach 1975–1998 miejscowość należała administracyjnie do województwa konińskiego.

## Ochotnicza Straż Pożarna
Ochotnicza Straż Pożarna w Kwiatkowie jest jedną z 11 jednostek działających na terenie gminy Brudzew.